# 한국난재배자협회
한국난재배자협회는 난의 생산, 유통, 이용에 관한 정책 및 기술개발, 유통질서 확립과 소비촉진을 통하여 난산업을 발전 육성시키고, 회원상호간의 권익과 친목도모에 목적을 둔다 목적으로 2003년 5월 6일 설립된 대한민국 농림수산식품부 소관의 사단법인이다. 사무실은 서울특별시 서초구 양재동 232, 농수산물유통공사 화훼공판장12-21호에 있다.

## 주요 사업
- 난산업발전을 위한 기술개발, 교육, 지도및세미나개최를 주관하며, 회보 등 간행물 발간
- 난 관련 전시회 개최, 소비촉진과 유통에 관련된 정보의 교환 및 제공
- 난수출입관련제도개선, 해외 수출전진기지개척 및 국내외 교류확대
- 난자조금 조성과 운영, 자립기반을 위한 공동사업개발
- 정부 및 관련기관, 단체의 위탁 및 대행사업
- 난 산업발전과 본 협회의 목적달성을 위하여 필요한 사업
- 난농가 피해 구제사업